# Paul Hillier
Paul Douglas Hillier (Dorchester, Inglaterra, 9 de febrero de 1949) es un director de orquesta, director de música y barítono inglés. Está especializado en música antigua y contemporánea, especialmente de los compositores Steve Reich y Arvo Pärt. Estudió en la Guildhall School of Music and Drama, comenzando su carrera profesional a la vez que era un vicario laico coral en Catedral de San Pablo de Londres. Su concierto de debut fue en 1974 en la Purcell Room de Londres.

## Conjuntos
Nació en Dorchester en 1949. Hillier cofundó el Hilliard Ensemble junto con sus compañeros Paul Elliott y el contratenor David James. Hillier ocupó la posición de director de la agrupación hasta 1990, cuando fundó Theatre of Voices. Además de música antigua, este grupo explora repertorio contemporáneo. Con His Majestie's Clerkes de Chicago, Hillier grabó el repertorio temprano estadounidense, tales como las obras de William Billings en el álbum de A Land of Pure Delight de 1992.
Más tarde, Hillier se convirtió en director del Instituto de Música Antigua de la Jacobs School of Music de la Universidad de Indiana y, al mismo tiempo, de los Pro Arte Singers, permaneciendo así hasta que dejó el Instituto en 2003. Pro Arte Singers se unió al Theatre of Voices en un par de grabaciones. En 2001, se convirtió en el director Artístico y Director Principal del Coro de Cámara de la  Filarmónica de Estonia.
Desde 2003, Hillier ha sido Director de Ars Nova (Copenhague). En 2008, fue nombrado Director Artístico y Director del Coro de Cámara Nacional de Irlanda.
Hillier ha registrado un número de álbumes en solitario, algunos con el arpista Andrew Lawrence-King, con los sellos Harmonia Mundi, ECM, EMI, Finlandia y Hyperion.

## Nombramientos académicos
A partir de 1980, Hillier ha ocupado varios cargos académicos a través de los años, más recientemente como Director de la Universidad de Indiana en Bloomington.

## Publicaciones
- The Catch Book (2005), Oxford University Press, ISBN 0-19-343649-3.
- A Josquin Anthology (2005), Oxford University Press, ISBN 0-19-353218-2.
- Writing on Music, 1965–2000 (2002), Oxford University Press, ISBN 0-19-511171-0,.
- Arvo Pärt (1997), Oxford University Press, ISBN 0-19-816616-8.
- English Romantic Partsongs (1986), Oxford University Press, ISBN 0-19-343650-7.
- 300 Years of English Partsongs: Glees, Rounds, Catches, Partsongs 1600-1900 (1983), Faber & Faber, ISBN 0-571-10045-7.